# Обуховская оборона

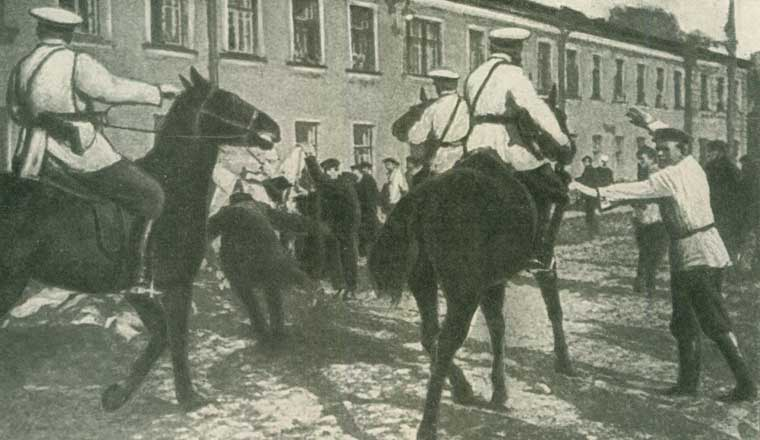
Разгон полицией бастующих рабочих Обуховского завода 7 мая 1901 года

Обу́ховская оборо́на — открытое политическое выступление российских рабочих под Санкт-Петербургом (одно из первых в истории страны), переросшее 7 (20) мая 1901 года в столкновение с полицией и войсками.

## Хроника событий
Стачка произошла в мае 1901 года в окрестностях Петербурга (точнее, в селе Александровском Шлиссельбургского уезда Санкт-Петербургской губернии) с участием рабочих нескольких предприятий Невской заставы. В центре событий находился Обуховский сталелитейный завод. В те годы он выполнял важные и сложные военные заказы (дальнобойные орудия, бронещиты, мины, снаряды, оптическое вооружение). В апреле 1901 года предприятие получило срочный государственный заказ, что повлекло за собой ужесточение графика рабочего времени, введение сверхурочных работ и, как следствие, негативную реакцию со стороны многих рабочих. Представители целого ряда подпольных кружков (социал-демократического, народнического и пр. толка), организованных на заводе, объявили 1 мая 1901 года политическую стачку. Несколько сотен рабочих не вышли на работу. 5 мая исполняющий обязанности начальника завода подполковник Иванов (начальник генерал-майор Г. А. Власьев был в отпуске) решил уволить 70 (по другим сведениям, 26) зачинщиков.
В ответ кружковцы, проведя накануне организационную подготовку, вышли 7 мая к администрации с рядом требований. Кроме отмены увольнений, бастовавшие требовали включить 1 мая в число праздничных дней, установить 8-часовой рабочий день и отменить сверхурочные и ночные работы, учредить на заводе совет выборных уполномоченных от рабочих, увеличить расценки, уволить некоторых административных лиц и т. д. После того как администрация отказалась удовлетворить эти требования, организаторы стачки А. И. Гаврилов, Н. Н. Юников, А. И. Ермаков, А. В. Шотман, К. И. Иванов, С. В. Малышев, А. А. Манн и др. остановили работу мастерских и вывели рабочих на бывший Шлиссельбургский тракт, где к ним присоединились рабочие Александровского завода и Карточной фабрики.
Прибывшие по вызову администрации отряды конной полиции были встречены градом камней из разобранных мостовых. В ответ полиция и отряд матросов, охранявших завод, открыли огонь. Рабочие, которые оборонялись лишь камнями, дровами, кипятком и железными прутьями, вынуждены были отступить к флигелям Карточной фабрики. Отбив несколько атак, они забаррикадировались на территории фабрики и продолжали забрасывать полицейских камнями. На помощь к бастующим пытались пробиться представители близлежащих Семянниковского и Александровского заводов. Полиция применяла нагайки и шашки, но её дважды прогоняли. Лишь к вечеру роты Омского полка, вызванного из Петербурга, залпами и прикладами очистили улицы и восстановили порядок. Восемь рабочих были убиты, среди них тринадцатилетний Н. Евдокимов, многие ранены. Погибли и несколько полицейских. Позже семеро погибших были похоронены на Преображенском кладбище.
После срочного вызова начальника завода Г. А. Власьева, который пользовался авторитетом в среде рабочих, обстановка на заводе стала разряжаться. 12 мая выбранные депутаты-переговорщики явились к Власьеву с 14 требованиями: 8-часового рабочего дня, введения института выборных от рабочих, удаления Иванова и ряда мастеров, вежливого обращения, верных расценок, уменьшения штрафов, отчёта о штрафном капитале (по законам того времени он обращался на нужды самих рабочих — ссуды и другие выплаты), возвращения всех уволенных и др. Г. А. Власьев прибавил пункт о страховании рабочих. В результате двенадцать из четырнадцати требований были вскоре выполнены, рабочий день сокращён на полчаса, вопрос о внесении 1 мая в табель как праздничного дня решался (но так и не решился) в министерстве. Конфликт был разрешён, однако ещё целый месяц в разных районах Петербурга вспыхивали стачки солидарности с обуховцами.

## Суд
Следствие по факту беспорядков на Обуховском заводе и в селе Смоленском, начатое 8 мая, длилось до конца июля 1901 года. Были опрошены тысячи людей, в качестве свидетелей привлечены 400 рабочих и 60 городовых и жандармов. Результатом кропотливой работы было обвинение 37 человек (возраста от 16 до 36 лет) по статье 262 Уложения о наказаниях уголовных и исправительных «Явное против властей, правительством установленных, восстание». Над участниками Обуховской обороны был организован суд, проходивший при закрытых дверях. Приговор оглашён 28 сентября 1901 года. Семеро подсудимых были приговорены к тюрьме, 20 человек — к арестантским ротам, Гаврилов и Ермаков — к каторге (6 и 5 лет). Восемь человек были оправданы. Кроме того, большинство из 800 арестованных (в том числе не принимавших участия в схватке) были высланы из Петербурга в административном порядке.

## Значение
После майских событий 1901 года Обуховский сталелитейный завод превратился в центр рабочего движения за Невской заставой. Главным же результатом Обуховской обороны стало рождение на заводе постоянного института уполномоченных от рабочих, который летом 1903 года, с принятием Закона о фабрично-заводских старостах, получил официальный статус. Наряду с широким легальным профессиональным движением, охватившим к тому времени десятки тысяч участников по всей России, это было шагом на пути к производственной демократии, которая оформилась и утвердилась в 1917 году  в фабрично-заводских комитетах.
Согласно советской историографии, Обуховская оборона свидетельствовала о возможности уличной борьбы с полицией и войсками, о возросшей организованности рабочих, об их высоком чувстве пролетарской солидарности. Конференция Международного социалистического бюро в Брюсселе 7 (30) декабря 1901 года в специальной резолюции приветствовала обуховцев и заявила протест против политики правительства царской России.

## Память

Памятный знак на проспекте Обуховской Обороны, дом 108/2.

19 мая 1931 года в связи с 30-летней годовщиной со дня описанных событий проспект села Александровского был переименован в проспект Памяти Обуховской Обороны. В последующем это несколько видоизменённое название (проспект Обуховской Обороны) распространилось ещё на несколько смежных проспектов Невского района, которые были объединены в единую магистраль, ставшую с 1952 года одной из длиннейших в Ленинграде.
На углу проспекта Обуховской Обороны и улицы Шелгунова сооружён памятный знак. Тема Обуховской обороны отображена также в изобразительном искусстве художниками Н. Л. Бабасюком и И. Г. Дроздовым (1931).
В 1967 году на киностудии «Ленфильм» поставлен полнометражный художественный фильм «Мятежная застава» (режиссёр Адольф Бергункер), основой сюжета которого стали описываемые события.